# Sedayu (Loano)
Sedayu is een bestuurslaag in het regentschap Purworejo van de provincie Midden-Java, Indonesië. Sedayu telt 1528 inwoners (volkstelling 2010).